# Psaume 23 (22)

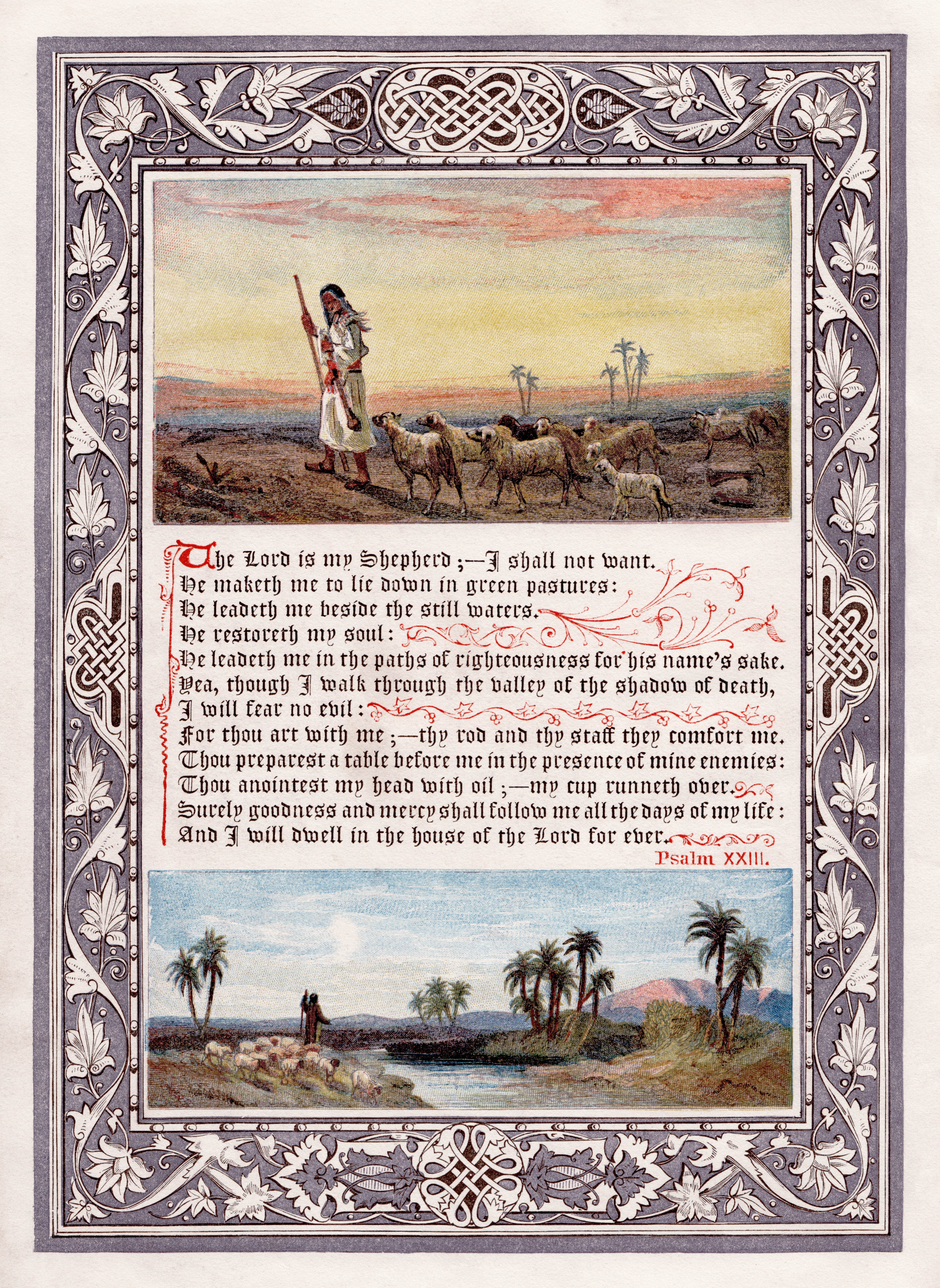
The Sunday at Home, 1880. Texte de l'image: The Lord is my Shepherd; I shall not want.
He maketh me to lie down in green pastures:
He leadeth me beside the still waters.
He restoreth my soul:
He leadeth me in the paths of righteousness for his name's sake.
Yea, though I walk through the valley of the shadow of death,
I will fear no evil:
For thou art with me; thy rod and thy staff they comfort me.
Thou preparest a table before me in the presence of mine enemies:
Thou anointest my head with oil; my cup runneth over.
Surely goodness and mercy shall follow me all the days of my life:
And I will dwell in the house of the Lord for ever.

Le psaume 23 (22 dans la numérotation grecque) est un psaume de la Bible hébraïque, donc de l'Ancien Testament, attribué au Roi David, qui décrit Dieu comme le Berger. Il est appelé en latin Dominus pascit, « Le Seigneur est mon berger. »

## Texte
| verset | original hébreu                                                         | traduction française de Louis Segond | Vulgate latine |
| ------ | ----------------------------------------------------------------------- | --- | --- |
| 1      | מִזְמוֹר לְדָוִד: יְהוָה רֹעִי, לֹא אֶחְסָר                                           | [Cantique de David.] L’Éternel est mon berger : je ne manquerai de rien.                                                                       | [Canticum David] Dominus pascit me nihil mihi deerit                                                                        |
| 2      | בִּנְאוֹת דֶּשֶׁא, יַרְבִּיצֵנִי; עַל-מֵי מְנֻחוֹת יְנַהֲלֵנִי                                  | Il me fait reposer dans de verts pâturages, il me dirige près des eaux paisibles.                                                              | In pascuis herbarum adclinavit me super aquas refectionis enutrivit me                                                      |
| 3      | נַפְשִׁי יְשׁוֹבֵב; יַנְחֵנִי בְמַעְגְּלֵי-צֶדֶק, לְמַעַן שְׁמוֹ                                  | Il restaure mon âme, il me conduit dans les sentiers de la justice, à cause de son nom.                                                        | Animam meam refecit duxit me per semitas iustitiae propter nomen suum                                                       |
| 4      | גַּם כִּי-אֵלֵךְ בְּגֵיא צַלְמָוֶת, לֹא-אִירָא רָע-- כִּי-אַתָּה עִמָּדִי;שִׁבְטְךָ וּמִשְׁעַנְתֶּךָ, הֵמָּה יְנַחֲמֻנִי | Quand je marche dans la vallée de l’ombre de la mort, je ne crains aucun mal, car tu es avec moi : ta houlette et ton bâton me rassurent.      | Sed et si ambulavero in valle mortis non timebo malum quoniam tu mecum es virga tua et baculus tuus ipsa consolabuntur me   |
| 5      | תַּעֲרֹךְ לְפָנַי, שֻׁלְחָן-- נֶגֶד צֹרְרָי;דִּשַּׁנְתָּ בַשֶּׁמֶן רֹאשִׁי, כּוֹסִי רְוָיָה                    | Tu dresses devant moi une table, en face de mes adversaires ; tu oins d’huile ma tête, et ma coupe déborde.                                    | Pones coram me mensam ex adverso hostium meorum inpinguasti oleo caput meum calix meus inebrians                            |
| 6      | אַךְ, טוֹב וָחֶסֶד יִרְדְּפוּנִי-- כָּל-יְמֵי חַיָּי;וְשַׁבְתִּי בְּבֵית-יְהוָה, לְאֹרֶךְ יָמִים            | Oui, le bonheur et la grâce m’accompagneront tous les jours de ma vie, et j’habiterai dans la maison de l’Éternel jusqu’à la fin de mes jours. | Sed et benignitas et misericordia subsequetur me omnibus diebus vitae meae et habitabo in domo Domini in longitudine dierum |

## Thème du psaume
Le psaume 23 décrit Dieu comme un berger nourrissant (verset 1) et menant (verset 3) son troupeau. La houlette et le bâton (verset 4) sont également des instruments du berger. Certains commentateurs voient la métaphore du berger dans tout le psaume : Tu dresses devant moi une table ferait référence à une tradition ancienne des bergers orientaux d'utiliser de petites tables pour nourrir les moutons. De même, Tu parfumes d'huile ma tête peut faire référence à un ancien onguent appliqué sur les plaies pour repousser les mouches. MacMillan note également que le bien et la bonté du verset 6 lui rappellent les deux chiens de berger venant derrière le troupeau.

## Utilisation religieuse

### Dans la tradition juive
Une longue tradition attribue ce psaume au Roi David qui a été selon les Écrits Hébraïques lui-même berger dans sa jeunesse.
Le Psaume 23 est habituellement chanté par les Juifs en hébreu pendant le troisième repas du Chabbat, le samedi midi. Il est également chanté pendant le Yizkor. Les Séfarades et certains Juifs hassidiques le chantent aussi pendant la célébration du vendredi après-midi, soir du Shabbat et pendant les repas. Il est lu lors des funérailles.
Le texte standard en hébreu du judaïsme est le texte massorétique qui a été fixé entre le VIIe siècle et Xe siècle.

### Dans la tradition chrétienne

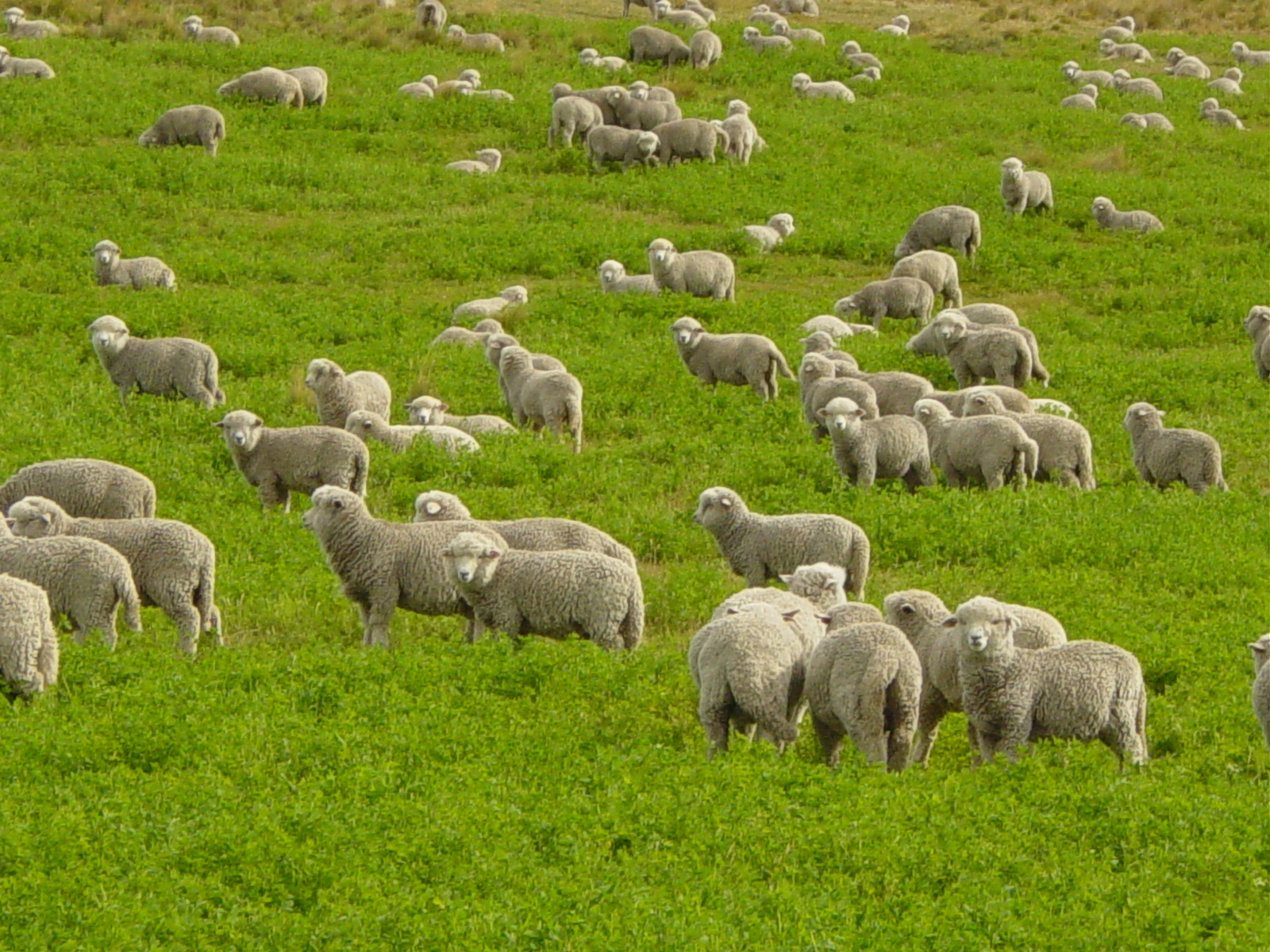
Le Psaume 23 est souvent appelé le Psaume du Berger.

Pour les chrétiens, l'image de Dieu comme berger renvoie non seulement à David mais également à Jésus décrit comme le Bon Berger dans l'évangile selon Jean. La référence à la vallée de la mort du verset 4 est souvent vue comme une allusion à la vie éternelle promise par Jésus.
Les Orthodoxes incluent ce psaume dans les prières de préparation à l'Eucharistie.
Dans les monastères, ce psaume était hebdomadairement exécuté lors de l'office de matines du dimanche, depuis la règle de saint Benoît fixée vers 530 et qui attribuait les psaumes 21 (20) à 109 (108) aux matines, par ordre numérique,.
Les protestants ont grandement poussé à rendre la Bible disponible dans les langues vernaculaires. La version du psaume la plus courante en anglais est celle de la Bible du roi Jacques (1611).
Certaines églises chrétiennes utilisent le Psaume 23 lors des funérailles ; par exemple, le Livre de la prière commune place ce psaume dans les funérailles anglicanes.

## Utilisation musicale

### Liturgique et classique
- Michel-Richard de Lalande — Grand motet (S.43, 1695) en Latin
- Jean-Sébastien Bach — Cantate No.112 Der Herr ist mein getreuer Hirt BWV 112
- Anton Bruckner — Psaume 22 Der Herr regieret mich WAB 34 (vers 1852)
- James Leith Macbeth Bain — Brother James' Air[8]
- Leonard Bernstein — Chichester Psalms
- Paul Creston — Psalm XXIII (1945)
- Herbert Howells — Hymnus Paradisi
- Jessie Seymour Irvine — Crimond[8]
- Albert Hay Malotte
- Clément Marot (Latin)
- George Rochberg[9]
- Miklós Rózsa[10]
- John Rutter — Requiem
- Franz Schubert - Psaume 23
- Randall Thompson[11]
- Alexander Zemlinsky Op. 14, (1910) pour chœur et orchestre

### Chansons
- The lord is my shepherd, par Cissy Houston — Whitney Houston, The Preacher's Wife: Original Soundtrack Album, 1996
- Buju Banton - "Psalm 23", Unchained Spirit, 2000
- Daniel Darc, Psaume 23 — extrait de son album Crèvecœur, 2004
- Duke Ellington — album Black, Brown and Beige avec Mahalia Jackson, 1958
- Keith Green — "The Lord is My Shepherd", Songs For The Shepherd, 1982
- Howard Goodall — thème du The Vicar of Dibley, 1994
- Bobby McFerrin — "The 23rd Psalm" , Medicine Music, 1990
- Dennis Brown — "Here I Come", Wolf & Leopards, 1977
- E nomine — "Psalm 23", Das Testament, 2002
- Dave Cousins — "Lay Down", Bursting at the Seams, 1972
- Pink Floyd - "Sheep, Animals, 1977
- Mauro Pilato & Max Monti - "Gam Gam", 1995
- Megadeth - "Shadow of Deth", The System Has Failed, 2004
- Gabry Ponte - "Gam Gam",
- Alpha Blondy - "Psaume 23", Live au Zenith, 1993
- Christian Death (featuring Rozz Williams) - "Psalm", The path of sorrow, 1993
- Coolio - Premier couplet de Gangsta's Paradise, 1995
- 2pac - As I walk through the valley of the shadow of the death
- Hollywood Undead - Hear Me Now, 2011
- Zachary Richard - C'est Bon Djé (Psaume 23 De David En Patois Créole), Mardi Gras, 1977
- F'N'J -  Gam Gam
- Marnik & SMACK -  Gam Gam
- Shawn James - Through the Valley